# Pantera Negra (futebolista)
Jairo do Nascimento, conhecido como Pantera Negra (Joinville, 23 de outubro de 1946 — Curitiba, 6 de fevereiro de 2019), foi um futebolista brasileiro.

## Carreira
Foi o terceiro goleiro do Fluminense na conquista do Campeonato Brasileiro de 1970 e durante os anos de 1969 a 1971, como reserva de Félix e Jorge Vitório. Pelo Fluminense disputou 17 jogos, com 8 vitórias, 7 empates e 2 derrotas, sofrendo 12 gols, média de 0,71 por partida, e por falta de mais oportunidades no Flu, seguiu a sua carreira no Coritiba no segundo semestre de 1971, fazendo a sua última partida pelo Fluminense em 10 de julho, no empate por 3 a 3 contra o Bangu.
O goleiro notabilizou-se por ser o atleta que mais defendeu as cores do Coritiba na história, com 440 partidas, a partir de 1972, indicado ao Coritiba por Almir de Almeida, então supervisor do Fluminense. No Coritiba, também, Jairo tornou-se o recordista do clube em tempo sem sofrer gols - 933 minutos, em 1973.
Quando goleiro do "Coxa", foi convocado algumas vezes para defender a Seleção Brasileira, mas foi titular em apenas uma ocasião: no jogo de volta da Copa Rio Branco 1976, vencida pelo Brasil. Na ocasião, Jairo se tornou o primeiro goleiro negro titular da Seleção Brasileira desde Veludo, seu ídolo de infância, duas décadas antes.
Em 1982 foi citado no escândalo da Máfia da Loteria Esportiva.
Seu último jogo pelo Coritiba ocorreu no dia 31 de maio de 1987.
Também jogou com destaque pelo Corinthians, onde fez parte do elenco que conquistou o título paulista após 23 anos de jejum, alcançando o segundo título estadual em 1979. Foi pelo Corinthians que obteve, por muitos anos, o recorde de invencibilidade de um goleiro no Campeonato Brasileiro: 1.132 minutos, equivalentes a pouco mais de 12 jogos durante a edição de 1978, marca ultrapassada em 2022 pelo goleiro Alex Alves, do São Bernardo FC, que ficou 1.195 minutos invicto debaixo das traves.
Após sair do Corinthians, ainda jogou em clubes que estão entre os que mais conquistaram títulos estaduais em seus estados, como América Mineiro e Náutico, antes de encerrar a carreira em clubes do interior de Minas Gerais.

## Morte
Seus últimos meses de vida foram na luta contra um câncer nos rins. Em virtude desta doença, em janeiro de 2019 foi internado no Hospital Erasto Gaertner, na capital paranaense. Foi neste hospital, que morreu na manhã do dia 6 de fevereiro de 2019. 

## Principais títulos
Seleção Brasileira
- Copa Rio Branco: 1976

Fluminense
- Campeonato Brasileiro: 1970
- Campeonato Carioca: 1969, 1971
- Taça Guanabara: 1969, 1971 (a Taça Guanabara até 1971 era uma competição independente)
- Torneio José Macedo Aguiar: 1971
- Taça Associación de La Prensa  (Esporte Clube Bahia-BA versus Fluminense): 1969
- Taça João Durval Carneiro (Fluminense de Feira-BA versus Fluminense): 1969
- Taça Francisco Bueno Netto (Fluminense versus Palmeiras 2ª edição): 1969
- Troféu Fadel Fadel - (Fla-Flu): 1969
- Troféu Brahma Esporte Clube: 1969
- Troféu Independência do Brasil - (Fla-Flu): 1970
- Taça Francisco Bueno Netto (Fluminense versus Palmeiras 3ª edição): 1970
- Taça ABRP-Associação Brasileira de Relações Públicas 1950-1970 (Fluminense versus Vasco): 1970
- Taça Globo (Fluminense versus Clube Atlético Mineiro): 1970

Coritiba
- Campeonato Paranaense: 1972, 1973, 1974. 1975, 1976
- Torneio do Povo: 1973
- Campeão Brasileiro: 1985

Corínthians
- Campeonato Paulista: 1977, 1979